# Petroscirtes
Petroscirtes is een geslacht van straalvinnige vissen uit de familie van naakte slijmvissen (Blenniidae).

## Soorten
- Petroscirtes ancylodon Rüppell, 1835
- Petroscirtes breviceps (Valenciennes, 1836)
- Petroscirtes fallax Smith-Vaniz, 1976
- Petroscirtes lupus (De Vis, 1885)
- Petroscirtes marginatus Smith-Vaniz, 1976
- Petroscirtes mitratus Rüppell, 1830
- Petroscirtes pylei Smith-Vaniz, 2005
- Petroscirtes springeri Smith-Vaniz, 1976
- Petroscirtes thepassii Bleeker, 1853
- Petroscirtes variabilis Cantor, 1849
- Petroscirtes xestus Jordan & Seale, 1906